# 萨尔默藏
萨尔默藏（法語：Sarremezan，法語發音：[saʁməzɑ̃]）是法国上加龙省的一个市镇，属于圣戈当区。

## 地理
萨尔默藏（43°12'29"N, 0°40'0"E）面积4.25 平方千米，位于法国奧克西塔尼大區上加龙省，该省份为法国西南部内陆省份，西南端与西班牙接壤，自此顺时针与上比利牛斯省、热尔省、塔恩-加龙省、塔恩省、奥德省和阿列日省接壤。
与萨尔默藏接壤的市镇（或旧市镇、城区）包括：卡尔代亚克、沙尔拉、拉罗克、莱斯皮格、蒙莫兰。

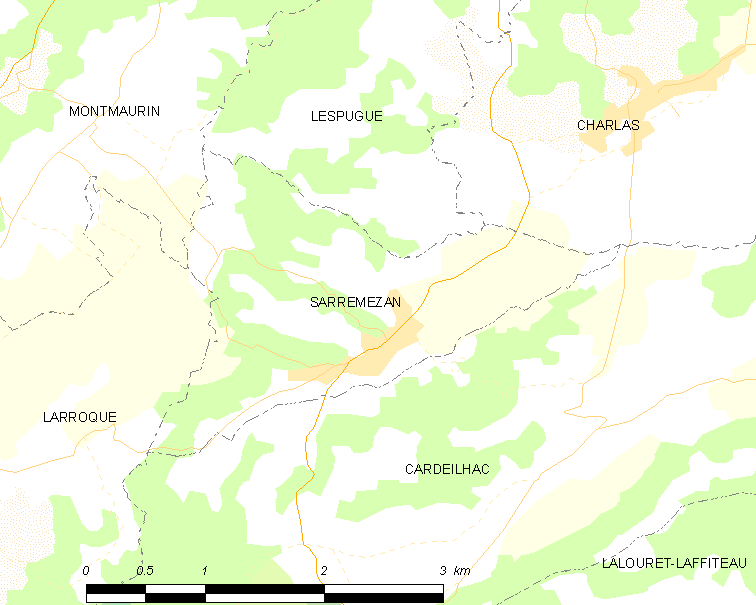
萨尔默藏的OSM定位图

萨尔默藏的时区为UTC+01:00、UTC+02:00（夏令时）。

## 行政
萨尔默藏的邮政编码为31350，INSEE市镇编码为31532。

## 政治
萨尔默藏所属的省级选区为圣戈当县。

## 人口

1962-2008年间萨尔默藏人口变化图示

萨尔默藏于2022年1月1日时的人口数量为90人。